# پیتر نورویگ
پیتر نورویگ (به انگلیسی: Peter Norvig) از دانشمندان کامپیوتر و اهل آمریکا است. او مدیر بخش پژوهش در گوگل است.
کتاب هوش مصنوعی: رهیافتی نوین (به انگلیسی: Artificial Intelligence A Modern Approach) ISBN 0-13-604259-7 نوشته استوارت راسل و پیتر نورویگ، اکنون (سال ۲۰۱۴)، در بسیاری از دانشگاه‌های معتبر جهان تدریس می‌شود.